# .kkrieger
| Сводный рейтинг    | Сводный рейтинг |
| Агрегатор          | Оценка          |
| ------------------ | --------------- |
| MobyRank           | 75 %            |
| Иноязычные издания |                 |
| Издание            | Оценка          |
| Acid-Play.com      | [ 5 ]           |
| CHIP               | Хорошо          |
| Freegame.cz        | 80 %            |
| Hrej.cz            | 90 %            |
| Clubic.com         | 8/10            |

.kkrieger (произн. [kʁiːgɐ], от нем. krieger — воин) — компьютерная игра в жанре шутера от первого лица, один из наиболее известных примеров экстремального программирования — её размер сокращён до 96 килобайт за счёт генерации внутриигровых ресурсов (текстур, моделей, анимаций, звуков) «на лету» вместо хранения готовых. Разработана компанией .theprodukkt GmbH, бывшим коммерческим подразделением Farbrausch. Презентация проекта состоялась на демопати Breakpoint в апреле 2004 года, где .kkrieger занял 1-е место в категории 96-килобайтных игр. Впоследствии игра завоевала 2 премии на церемонии «German Game Developer Award 2006».
.kkrieger разрабатывается с середины 2002 года, используя собственную среду разработки .werkkzeug3. В игре используется попиксельное освещение в сочетании с рельефным текстурированием.
По состоянию на 2025 год игра всё ещё находится на стадии бета-тестирования.

## Технические особенности
.kkrieger распространяется в виде одиночного исполняемого файла, который занимает всего 97 280 байт дискового пространства, причём для запуска игры не требуется дополнительных компонентов кроме тех, что входят в стандартную поставку ОС Windows. Компактный размер файла достигается благодаря тому, что все необходимые игровые ресурсы — текстуры, модели, геометрия уровня — не хранятся в виде готовых объектов, а генерируются в реальном времени методом процедурного текстурирования. Полигональные сетки моделей формируются из простых геометрических фигур, которые затем модифицируются для достижения желаемой формы. Музыка и звуки также синтезируются «на лету» и воспроизводятся виртуально-аналоговым синтезатором V2 Synthesizer System собственной разработки Farbrausch.
Исполняемый файл игры упакован программой kkrunchy.
По словам разработчиков, игра занимала бы 200—300 Мбайт, если бы использовалось традиционное хранение предварительно подготовленных игровых ресурсов в виде отдельных файлов.

## Разработка
Изначально .kkrieger задумывалась как трилогия. Для первой «главы» планировалось сделать пару уровней в стиле Quake и добавить режим многопользовательской игры, уместив всё это в 96 Кбайт.
В 2008 году в интервью электронному изданию Hugi Фабиан Гизен рассказывал, что процесс разработки игры был крайне утомительным и разочаровывающим:
| …К тому моменту, когда работа была завершена, мы настолько выбились из сил, что понадобилось 8 месяцев перерыва, прежде чем мы всерьёз занялись другими проектами. Конечно, в итоге мы добились признания (особенно вне демосцены), но я по-прежнему не уверен, стоило ли это того. У нас остались довольно плохие воспоминания, связанные с разработкой игры.Оригинальный текст (англ.)…after it was done we were all basically spent and needed nearly 8 months to recover before we seriously started working on scene projects again. It certainly got us a ton of recognition (especially outside the demo scene), but to this day I’m not certain whether it was actually worth it.— Фабиан Гизен |

## Игровой процесс
Этот проект даже сложно назвать игрой. Скорее всего, это технологическое демо, призванное показать, как надо делать игры.
.kkrieger — это однопользовательский линейный шутер, выдержанный в научно-фантастическом стиле. По сеттингу и общей атмосфере игра во многом напоминает Doom и Quake.
К числу недостатков игры можно отнести непроработанный геймплей, полное отсутствие как пользовательских, так и конфигурационных настроек, низкоэффективную модель обнаружения столкновений, примитивный искусственный интеллект противников и наличие только одного игрового уровня.